# Kuito
Kuito je grad u planinskom području središnje Angole. Leži na 1710 metara nadmorske visine, 540 km jugoistočno od Luande. Glavni je grad provincije Bié. U vrijeme portugalske kolonizacije zvao se Silva Porto.
Grad su 1750. godine osnovali portugalski istraživači, na mjestu naselja naroda Ovimbundu. S ovog je područja potjecao veliki broj robova koje su trgovci robljem prodavali u Kubu i Brazil. Kuito se razvio početkom 20. stoljeća izgradnjom Benguelske željeznice (Caminho de Ferro de Benguela). Jedan je od gradova koji je pretrpio najveća razaranja tijekom Angolskog građanskog rata (1975. – 2002.), posebice 1993. i 1998.
Prema procjeni iz 2010. godine, Kuito je imao 185.302 stanovnika.